# 东沟镇 (鄂州市)
东沟镇是中华人民共和国湖北省鄂州市梁子湖区下辖的一个镇。

## 行政区划
东沟镇下辖以下村级行政区划单位：
大桥村、大垅村、东沟村、六十村、月山村、咋洲村、徐山村和余湾村。